# RIVER (JKT48單曲)
《RIVER》是印度尼西亚女子偶像组合JKT48的第1张单曲唱片，分为通常盘与剧场盘两种式样，剧场盘在5月11日起于JKT48剧场先行，通常盘于5月17日正式由Hits Records发行。此唱片的主打A面曲《RIVER》實際上就是姊妹團體AKB48的第14首單曲《RIVER》，只是將歌詞從日文翻譯成印度尼西亞語，並盡量保持與日文版本接近的意思。

## 概要
單曲分為两種版本，通常盤及劇場盤。單曲在印度尼西亚发行之后，通常盤也将在日本发行特别版，在2013年6月中旬正式发行（需要提前预约）。与AKB48、SKE48、NMB48的首张单曲相同，都是同一队伍的成员进入选拔，以及都是16人进入选拔。因为Team J一共有23人，Cindy Gulla、Diasta Priswarini、Frieska Anastasia Laksani、Ghaida Farisya、Sendy Ariani、Sonia Natalia、Sonya Pandarmawan没有进入选拔。

## 收录曲目
封面：Haruka Nakagawa、Devi Kinal Putri、Melody Nurramdhani Laksani、Aki Takajo、Nabilah Ratna Ayu Azalia

### 通常盘
CD
1. RIVER [4:41]
（作曲、編曲：井上義正（日语：井上ヨシマサ））
原曲为AKB48的第14张单曲标题曲《RIVER》。
2. Sakura no Shiori（Pembatas Buku Sakura）[3:58]
（作曲：上杉洋史，編曲：光田健一（日语：光田健一））
原曲为AKB48的第15张单曲标题曲《櫻花印記》。
3. Mirai no Kajitsu（Buah Masa Depan）- 研究生 [4:52]
（作曲：岡田実音，編曲：高島智明）
《JKT48 研究生“我的太阳”》公演中的曲目。
原曲为《向日葵组 1st Stage“我的太阳”》公演中的曲目「未来的果实」。
4. Kimi ni Au Tabi Koi wo Suru- Team J（Jatuh Cinta Setiap Bertemu Denganmu） [4:04]
（作曲：Gajin，編曲：関淳二郎）
《Team J 1st Stage「恋愛禁止条例」》公演中的曲目。
原曲为《Team A 5th Stage“恋爱禁止条例”》公演中的曲目「每当遇到你 恋爱便开始」。

DVD
1. RIVER Music Video
2. RIVER Making Video Behind the Scenes
3. Mirai no Kajitsu Behind the Scenes

特典
- 選抜成員生写真 1张（16名中随机封入）
- 手机游戏卡

日本发行特别版特典
- 高城亚樹和仲川遥香合影生写真 1张（三种随机封入一种）
- 選抜成员生写真 1张（16名中随机封入）

### 剧场盘
CD
1. RIVER
2. Sakura no Shiori
3. Mirai no Kajitsu - 研究生

特典
- 個別握手券1张（只在JKT48剧场發售）
- 成员扑克牌1张

## 選抜成員

### RIVER
（Center：Melody Nurramdhani Laksani）
- Team J：Aki Takajo、Ayana Shahab、Beby C. Anadila、Delima Rizky、Devi K. Putri、Gabriela Margareth Warouw、Haruka Nakagawa、Jessica Vania、Jessica Veranda、Melody N. Laksani、Nabilah R.A. Azalia、Rena Nozawa、Rezky W. Dhike、Rica Leyona、Shania Junianatha、Stella Cornelia

### Sakura no Shiori
（Center：Devi K. Putri）
- 发售时所有JKT48成员

### Mirai no Kajitsu
（Center：Ratu Vienny Fitrilya）
- 研究生：Alicia Chanzia、Annisa Athia、Cindy Yuvia、Della Delila、Jennifer Hanna、Lidya Maulida Djuhandar、Natalia、Noella Sisterina、Octi Sevpin、Ratu Vienny Fitrilya、Riskha Fairunissa、Rona Anggreani、Shinta Naomi、Sinka Juliani、Thalia、Viviyona Apriani

### Kimi ni Au Tabi Koi wo Suru
（Center：Melody Nurramdhani Laksani）
- Team J：Aki Takajo、Ayana Shahab、Beby Chaesara Anadila、Cindy Gulla、Delima Rizky、Devi Kinal Putri、Haruka Nakagawa、Jessica Vania、Jessica Veranda、Melody Nurramdhani Laksani、Nabilah Ratna Ayu Azalia、Rena Nozawa、Rica Leyona、Sendy Ariani、Sonya Pandarmawan、Stella Cornelia

## 脚注
1. ↑  . JKT48官方网站. 2013-05-10  [2013-05-12]. （原始内容存档于2013-06-09） （日语）.
2. ↑  . JKT48官方网站. 2013-05-19  [2013-05-22]. （原始内容存档于2013-06-13） （日语）.